# 锡尔瓦吉
锡尔瓦吉（匈牙利語：Szilvágy）是匈牙利佐洛州所辖的一个村，总面积24.27平方公里，总人口206，人口密度8.5人/平方公里（2010年1月1日）。